# Idaea troglodytaria
Idaea troglodytaria är en fjärilsart som beskrevs av Herrich-Schäffer 1848. Idaea troglodytaria ingår i släktet Idaea och familjen mätare. Inga underarter finns listade i Catalogue of Life.